# 삼성 갤럭시 S22
삼성 갤럭시 S22(영어: Samsung Galaxy S22), 삼성 갤럭시 S22+(영어: Samsung Galaxy S22+), 삼성 갤럭시 S22 울트라(영어: Samsung Galaxy S22 Ultra)는 삼성전자가 갤럭시 S 시리즈의 일부로 설계, 개발, 제조, 판매하는 안드로이드 스마트폰 시리즈이다. 갤럭시 S21 시리즈와 갤럭시 노트 20 시리즈의 후속작이다.

## 디자인
갤럭시 S22 시리즈는 기존 S시리즈폰과 비슷한 디자인으로 전면 셀카 카메라 상단 중앙에 원형 컷아웃이 있는 인피니티-O 디스플레이가 적용됐다. 이 세 모델 모두 후면 패널에 고릴라 글래스 빅터스+를 사용했는데, 이는 S21 시리즈가 작은 S21에 플라스틱을 탑재한 것과는 다르다. S22와 S22+의 후면 카메라 어레이는 차체에 금속 테두리가 통합되어 있으며, S22 울트라에는 카메라 요소별로 별도의 렌즈 돌출부가 있다.
| 갤럭시 S22 | 갤럭시 S22  | 갤럭시 S22  | 갤럭시 S22+ | 갤럭시 S22+ | 갤럭시 S22+ | 갤럭시 S22 울트라 | 갤럭시 S22 울트라 | 갤럭시 S22 울트라 |
| 색         | 이름        | 온라인 전용 | 색          | 이름        | 온라인 전용 | 색                | 이름              | 온라인 전용       |
|            | 팬텀 화이트 | No          |             | 팬텀 화이트 | No          |                   | 팬텀 화이트       | No                |
|            | 팬텀 블랙   | No          |             | 팬텀 블랙   | No          |                   | 팬텀 블랙         | No                |
|            | 그린        | No          |             | 그린        | No          |                   | 그린              | No                |
|            | 핑크 골드   | No          |             | 핑크 골드   | No          |                   | 버건디            | No                |
|            | 그라파이트  | Yes         |             | 그라파이트  | Yes         |                   | 그라파이트        | Yes               |
|            | 스카이 블루 | Yes         |             |             |             |                   |                   |                   |

## 사양

### 하드웨어

#### 칩셋
S22 라인은 다양한 하드웨어 사양을 갖춘 3가지 모델로 구성되어 있다. 엑시노스 2200을 사용하는 일부 아프리카와 모든 유럽 국가를 제외하고, 이 지역 밖의 모든 모델은 퀄컴 스냅드래곤 8 1세대를 사용한다.

#### 디스플레이
S22와 S22+는 각각 6.1인치, 6.6인치 크기의 1080 x 2340 해상도를 가진 다이내믹 아몰레드 2X 디스플레이가 탑제되었으며 화면 비율은 19.5:9 비율으로 전작인 S21,S21+(20:9)에서 화면 비율이 변경되었다. 해상도는 1080 x 2340이다. 48Hz부터 120Hz까지 주사율 조절이 가능하며 전작인 S21,S21+(48Hz~120Hz)과 차이가 없다.
S22 울트라는 6.8인치 크기의 1440 x 2340 해상도를 가진 다이내믹 아몰레드 2X 디스플레이를 탑제하였으며 S22 울트라 역시 전작인 S21,S21+의 20:9 화면비율에서 19.5:9로 변경되었다. 1Hz부터120Hz까지 주사율 조절이 가능하며 전작인 S21 울트라(10Hz~120Hz)보다 조절할 수 있는 범위가 넓어졌다.
| 모델      | 디스플레이 크기 | 디스플레이 해상도 | 최대 주사율 | 주사율          | 모양        |
| --------- | --------------- | ----------------- | ----------- | --------------- | ----------- |
| S22       | 6.1 in (155 mm) | 2340×1080         | 120 Hz      | 48 Hz to 120 Hz | 플랫 사이드 |
| S22+      | 6.6 in (168 mm) | 2340×1080         | 120 Hz      | 48 Hz to 120 Hz | 플랫 사이드 |
| S22 Ultra | 6.8 in (173 mm) | 3088×1440         | 120 Hz      | 1 Hz to 120 Hz  | 커브 사이드 |

#### 메모리
| 모델      | 갤럭시 S22 | 갤럭시 S22 | 갤럭시 S22+ | 갤럭시 S22+ | 갤럭시 S22 울트라 | 갤럭시 S22 울트라 |
| --------- | ---------- | ---------- | ----------- | ----------- | ----------------- | ----------------- |
|           | RAM        | 저장공간   | RAM         | 저장공간    | RAM               | 저장공간          |
| Variant 1 | 8GB        | 128GB      | 8GB         | 128GB       | 8GB               | 128GB             |
| Variant 2 | 8GB        | 256GB      | 8GB         | 256GB       | 12GB              | 256GB             |
| Variant 3 | -          | -          | -           | -           | 12GB              | 512GB             |
| Variant 4 | -          | -          | -           | -           | 12GB              | 1TB               |

S22와 S22+는 8GB의 RAM과 128GB 및 256GB의 내장 스토리지 옵션을 제공한다. S22 울트라에는 8GB의 RAM과 128GB의 RAM, 256GB, 512GB, 1TB의 내장 스토리지 옵션이 있다. S21 울트라와 달리 S22 울트라에는 16GB RAM 모델이 없다. 세 모델 모두 마이크로SD 카드 슬롯이 없다.

#### 배터리
S22, S22+, S22 Ultra는 각각 탈착이 불가능한 3,700 mAh, 4,500 mAh, 5,000 mAh Li-Po 배터리를 포함하고 있다. S22+와 S22 울트라는 최대 25W의 USB-C를 통한 유선 충전을 지원하며, S22+와 S22 울트라는 더 빠른 45W 충전을 지원한다. 테스트 결과 45W와 25W 충전 속도 사이에 큰 차이가 없는 것으로 나타났다. 세 가지 모두 최대 15W까지 Qi 유도 충전이 가능하다. 이 전화기는 또한 "무선 파워쉐어"로 낙인 찍힌 S22의 자체 배터리 전력으로부터 최대 4.5W의 속도로 다른 Qi 호환 기기를 충전할 수 있다.

#### 연결
세 대의 전화기는 모두 5G SA/NSA 네트워크를 지원한다. 갤럭시 S22는 와이파이 6과 블루투스 5.2를 지원하며, 갤럭시 S22+와 S22 울트라는 와이파이 6E와 블루투스 5.2를 지원한다. S22+와 S22 울트라 모델은 근거리 무선 통신과 유사한 초광대역(UWB)을 지원한다. 삼성은 이 기술을 그들의 새로운 "스마트싱스 찾기" 기능과 삼성 갤럭시 스마트태그+에 사용한다.

#### 카메라
| 모델                | 모델 | 갤럭시 S22 & S22+                                       | 갤럭시 S22 울트라                                       |
| ------------------- | ---- | ------------------------------------------------------- | ------------------------------------------------------- |
| 광각                | 사양 | 50 MP, f/1.8, 24mm, 1/1.56", 듀얼 픽셀 PDAF, OIS        | 108 MP, f/1.8, 24mm, 1/1.33", PDAF, 레이저 AF, OIS      |
| 광각                | 모델 | Samsung S5KGN5                                          | Samsung S5KHM3 보관됨 2022-04-21 - 웨이백 머신          |
| 초광각              | 사양 | S22 울트라: 12 MP, f/2.2, 13mm, 1/2.55", 듀얼 픽셀 PDAF | S22 울트라: 12 MP, f/2.2, 13mm, 1/2.55", 듀얼 픽셀 PDAF |
| 초광각              | 모델 | Sony IMX563                                             | Sony IMX563                                             |
| 텔레포토            | 사양 | 10 MP, f/2.4, 70mm, 1/3.94", PDAF, OIS                  | 10 MP, f/2.4, 70mm, 1/3.52", 듀얼 픽셀 PDAF, OIS        |
| 텔레포토            | 모델 | 삼성 S5K3K1                                             | 소니 IMX754                                             |
| 페리스코프 텔레포토 | 사양 | -                                                       | 10 MP, f/4.9, 240mm, 1/3.52", 듀얼 픽셀 PDAF, OIS       |
| 페리스코프 텔레포토 | 모델 | -                                                       | 소니 IMX754                                             |
| 전면                | 사양 | 10 MP, f/2.2, 26mm, 1/3.24", PDAF                       | 40 MP, f/2.2, 26mm, 1/2.8", PDAF                        |
| 전면                | 모델 | 소니 IMX374                                             | 삼성 S5KGH1                                             |

S22와 S22+는 10MP, F/2.2의 전면카메라를 탑제하였고 후면카메라는 50MP, 조리게값/1.8의 메인 카메라, 12MP, F/2.2의 초광각 카메라 카메라, 10MP, F/1.8, 36° 화각의 3배 망원 카메라로 구성되었다. S21, S21+ 대비 약 23% 커진 이미지 센서를 탑제하였다.
S22 울트라는 40MP, F/2.2의 전면카메라가 탑제되었으며 후면카메라는 108MP, F/1.8의 메인 카메라, 12MP, F/2.2의 초광각 카메라, 10MP, F/2.4의 망원 카메라(3배 광학줌), 10MP, F/4.9의 망원 카메라(10배 광학줌)으로 구성되어있다. 또한 슈퍼 클리어 렌즈를 탑제하여 플레어 현상과 빛 잔상 현상을 줄였다.

#### S펜
S22 울트라는 갤럭시 노트 시리즈의 특징인 S펜을 내장한 최초의 S 시리즈 폰이다. S펜은 노트20의 26ms, 노트20 울트라와 S21 울트라에서 9ms가 줄어든 2.8ms로 대기시간이 개선됐으며 'AI 기반 조정예측시스템' 도입을 알렸다. S펜은 에어 제스처와 에어 액션 시스템도 지원한다.

### 소프트웨어
안드로이드 12 기반 One UI 4.1이 기본 탑재되었다.

## 한국 출시
2022년 2월 14일~2월 22일 사전 판매를 했으며 국내 공식 출시는 2022년 2월 25일에 했다. 가격은 기본 가격 기준으로 S22는 99만 9900원, S22+는 119만 9천원, S22 울트라는 145만 2천원이다.

## 성능 조절 논란
벤치마킹 유틸리티인 Geekbench와 미디어인 Android Police에 의해 수행된 테스트에서는 삼성의 게임 최적화 서비스(GOS)가 벤치마크 유틸리티를 제외하면서 많은 인기 앱에서 장치의 성능을 크게 억제할 것이라고 보고되었다. GOS에 미치는 영향은 S22+의 유틸리티의 미공개 복사본에 비해 싱글 코어 성능에서 45%, 멀티 코어 성능에서 28%의 손실을 기록했다. 이에 따라 긱벤치는 S22, S21, S20, S10 라인업을 긱벤치 성능 비교표에서 영구 삭제했다. 삼성은 그 이후 S22 사용자들이 그들의 기기에서 GOS를 비활성화할 수 있는 업데이트를 출시했다.

## 사진

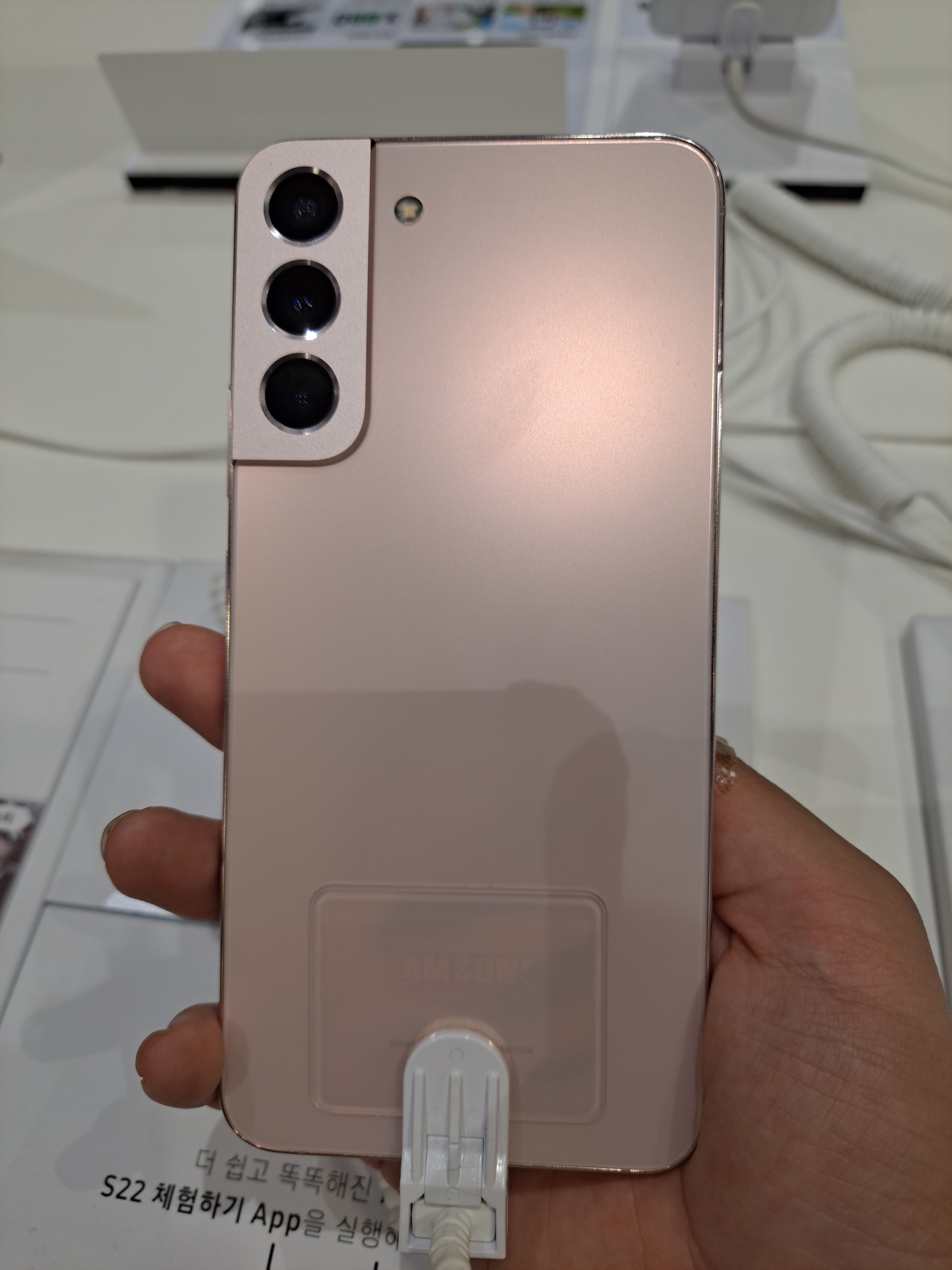
삼성 갤럭시 S22의 후면
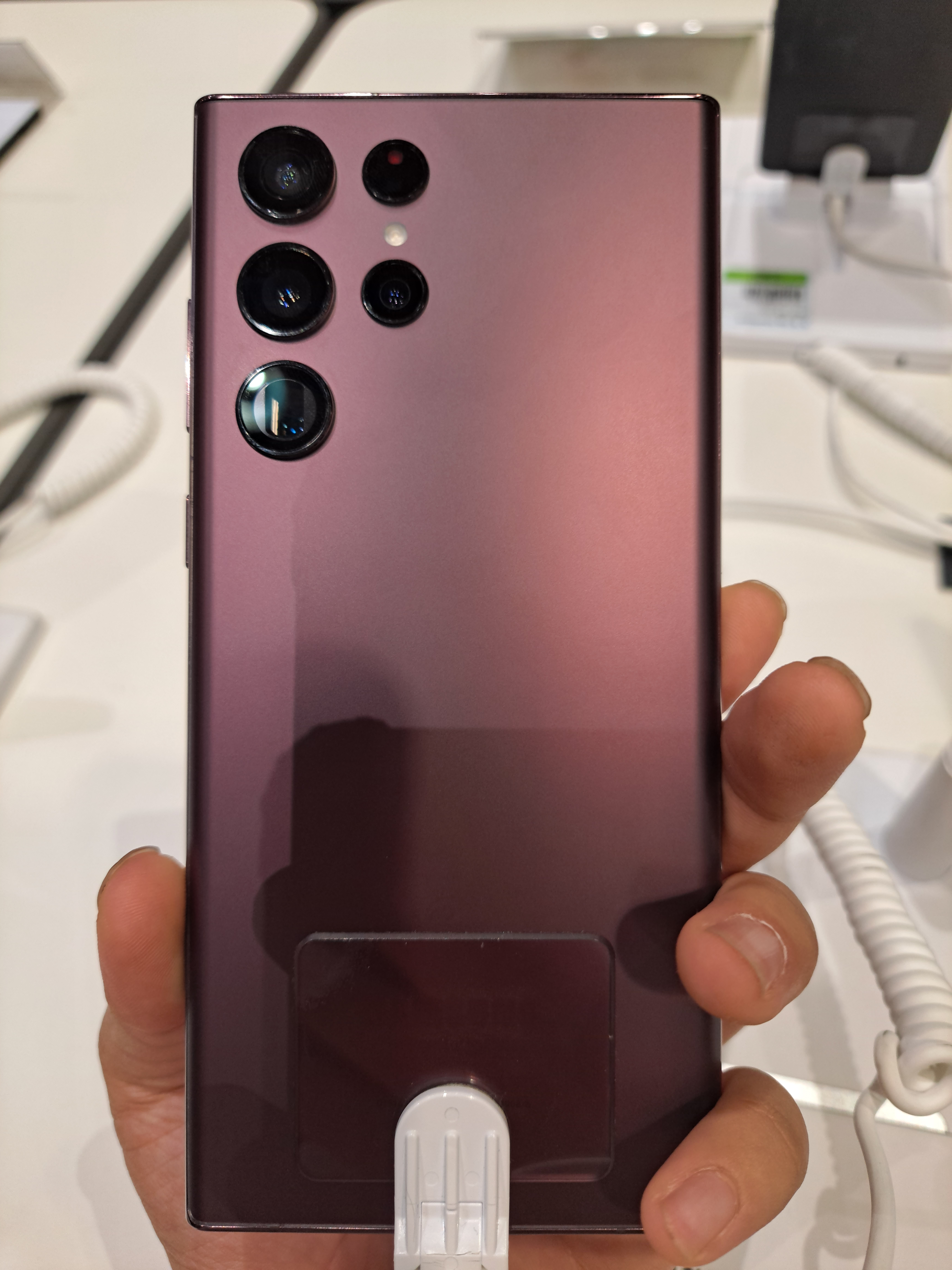
삼성 갤럭시 S22 울트라의 후면
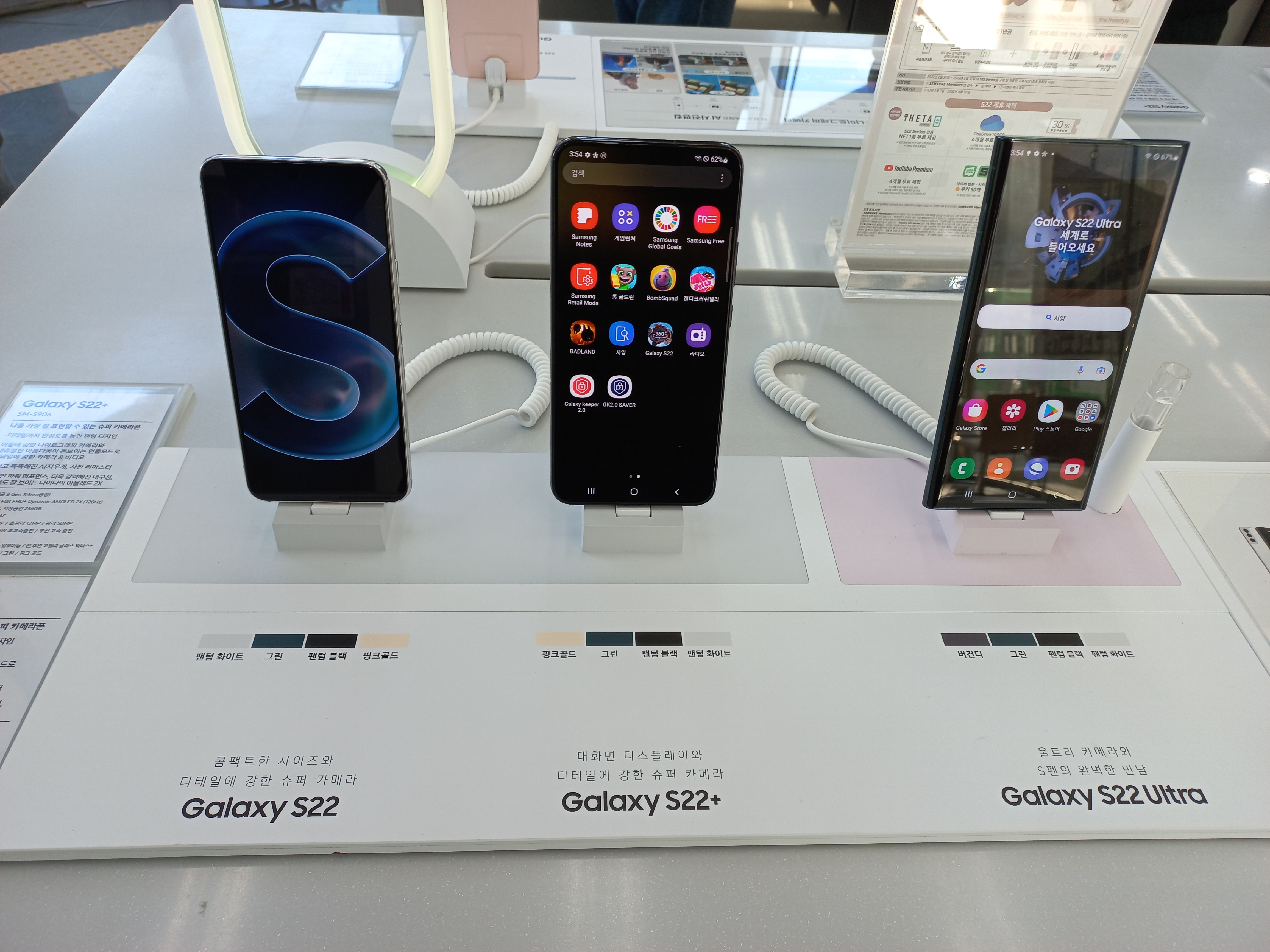
갤럭시 S22 시리즈
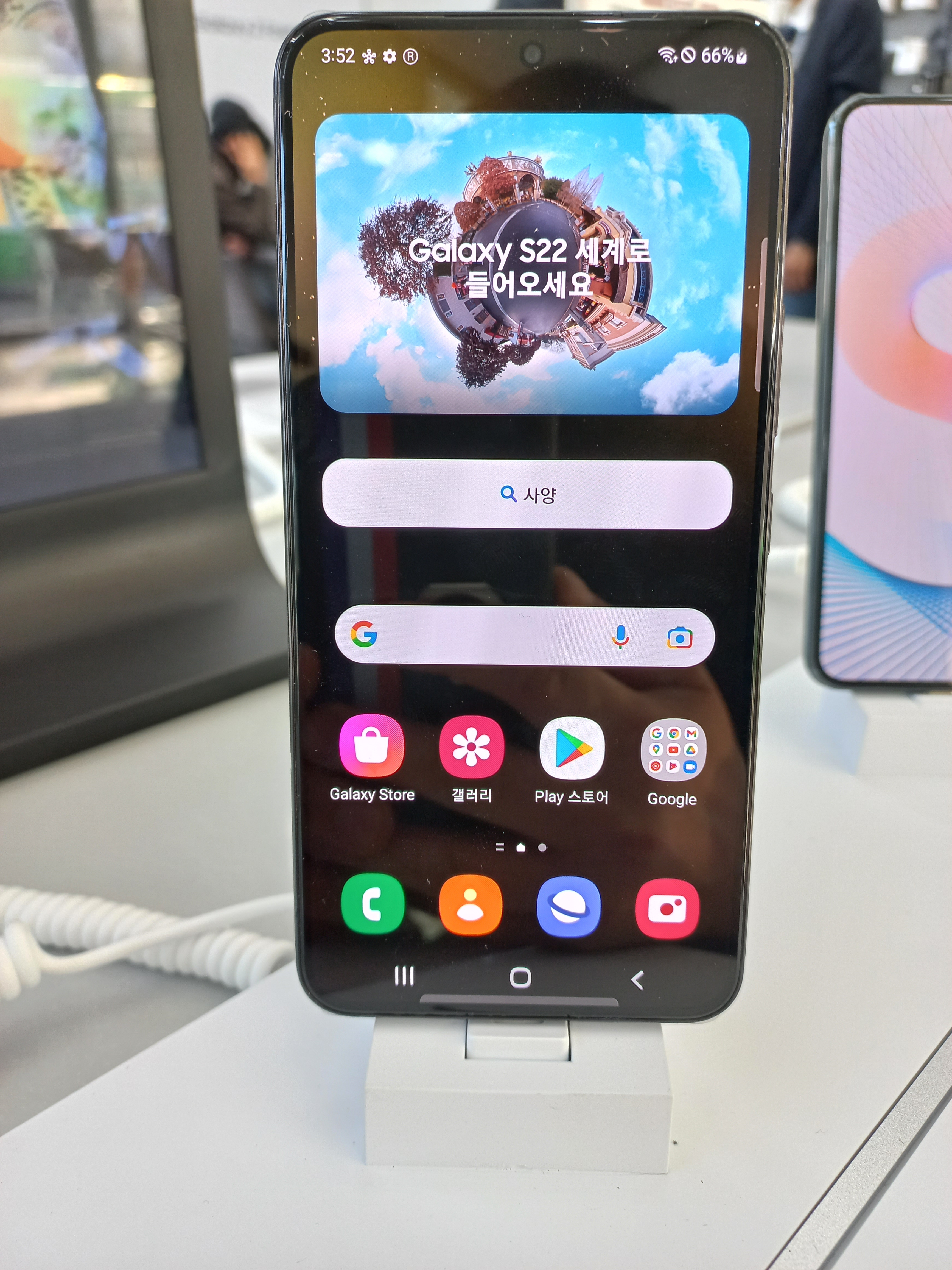
갤럭시 S22
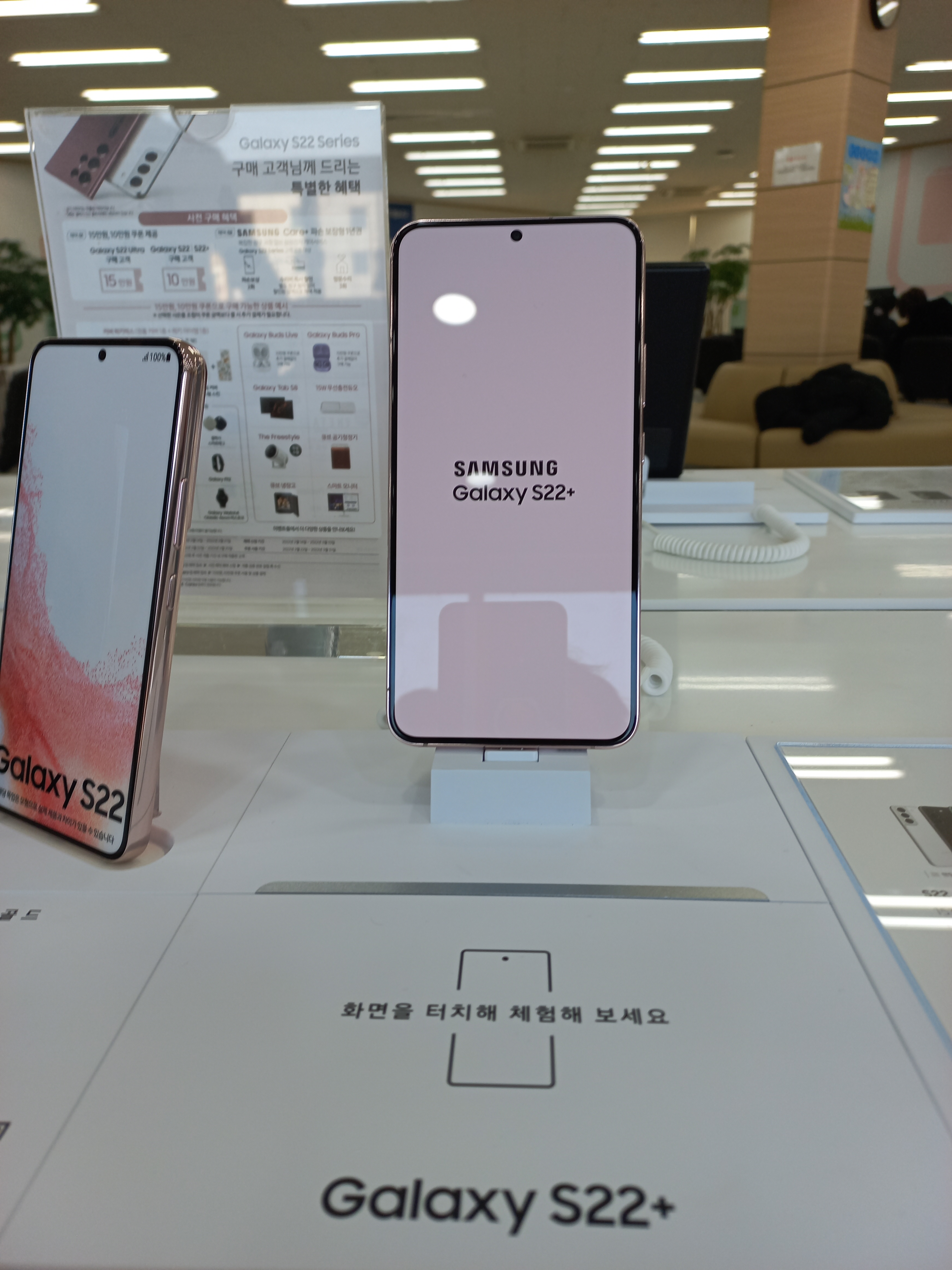
갤럭시 S22 플러스
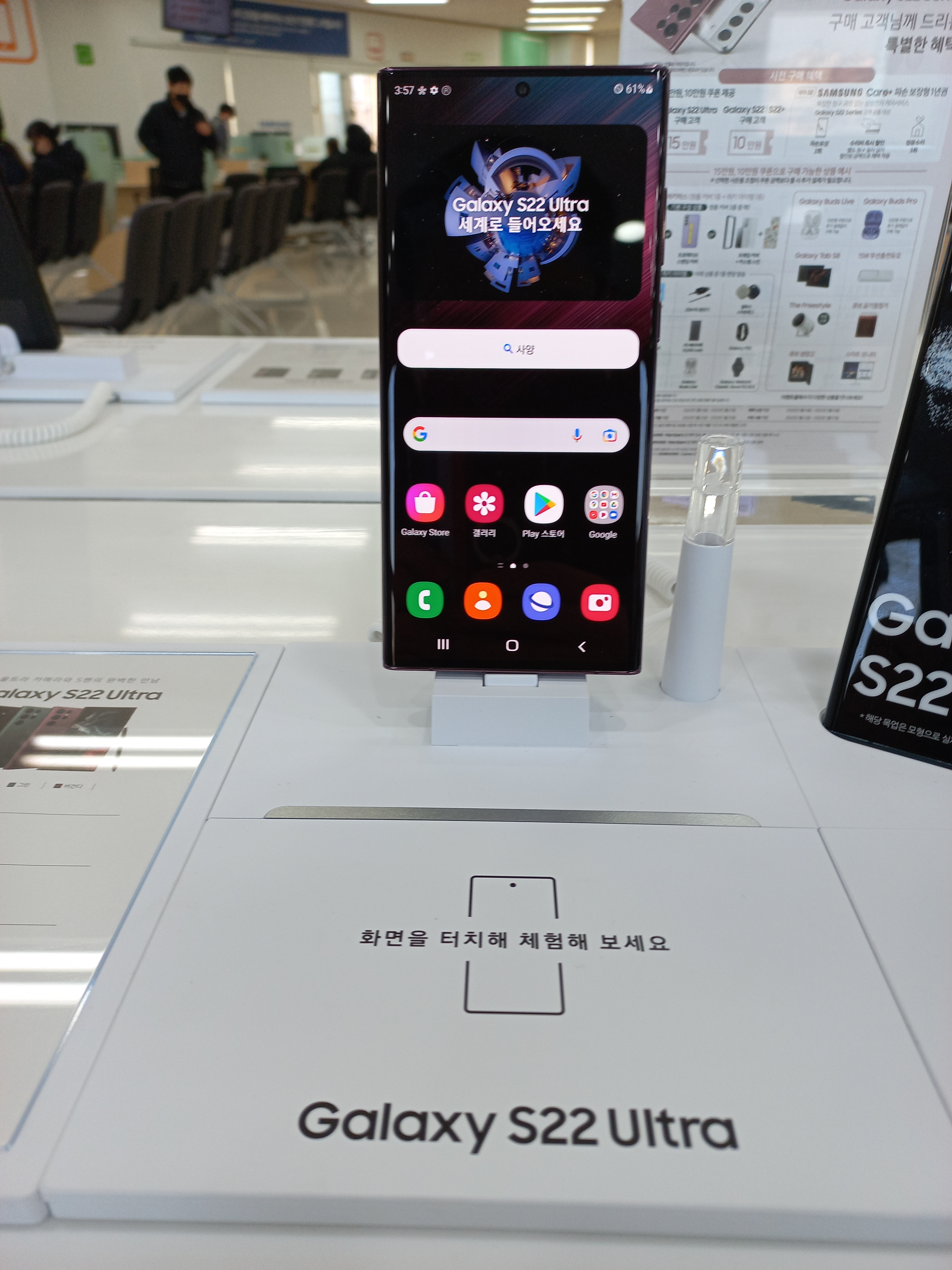
삼성 갤럭시 S22 울트라

## 같이 보기
- 삼성 갤럭시 탭 S8
- 갤럭시 시리즈의 GOS 성능 조작 사건